# IT-28
Der IT-28 (russisch ИТ-28, инженерно-мостовой танк wörtl.:Ingenieurs-Brücken Panzer) war der Prototyp eines sowjetischen Brückenlegepanzers, der auf der Wanne des mittleren Panzers T-28 basierte.

## Technik
Der IT-28 wurde im Leningrader Kirowwerk entwickelt und hergestellt. Der erste und einzige Prototyp entstand im Frühjahr 1940 durch den Umbau eines T-28 mit der Seriennummer 1638. Vom T-28 wurde die Wanne übernommen und der Turm durch einen 8 m langen Träger ersetzt. Die Brücke hatte eine Tragfähigkeit von 50 Tonnen, war 13,3 m lang, 3,35 m breit und wog 4 Tonnen. Seine Bodenfreiheit betrug wie beim T-28 560 mm und der Bodendruck lag bei 0,78 kg/cm².
Die Brücke konnte entweder hydraulisch oder mechanisch ausgerichtet werden. Sie konnte innerhalb von drei Minuten ausgerichtet und innerhalb von fünf Minuten wieder aufgeladen werden.
Der IT-28 wurde ausgiebig getestet, doch bis zum Ausbruch des Zweiten Weltkrieges war die Entscheidung zur Serienproduktion noch nicht gefallen und alle weiteren Arbeiten an dem Projekt wurden gestoppt. Der Prototyp ist nicht erhalten.